# Simson S 83

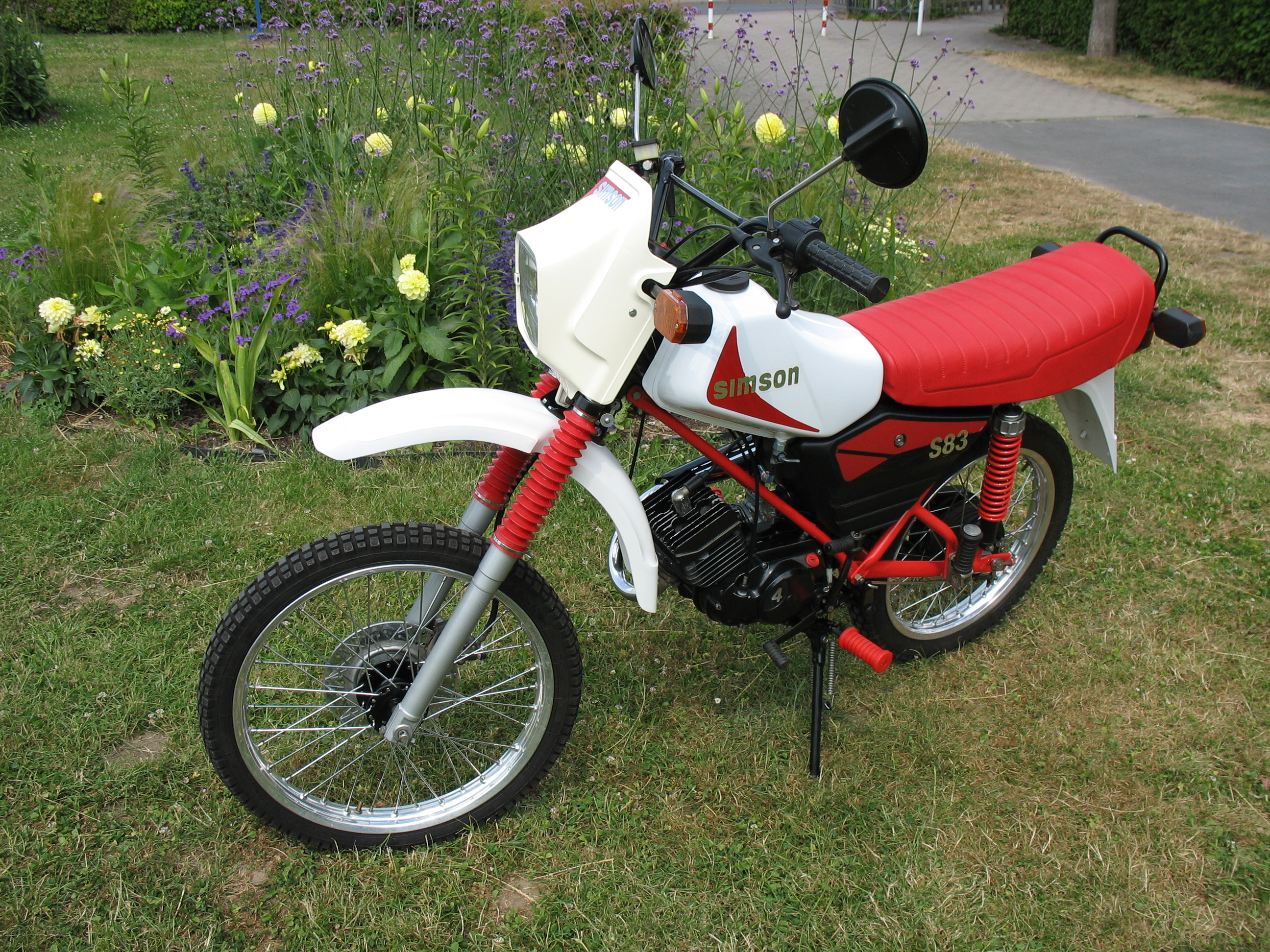
Simson S83 OR 1994

Simson S 83 sind Leichtkrafträder von Simson aufbauend auf dem Modell S 53. Sie haben einen 70-cm³-Motor mit 4,1 kW.
Die Simson S 83 wurde ab 1990 in acht Varianten angeboten:
- Simson S 83 N – Straßenvariante, Grundausstattung
- Simson S 83 B – Straßenvariante, einfache Ausstattung
- Simson S 83 C – Straßenvariante, erweiterte Ausstattung
- Simson S 83 CX – Straßenvariante, erweiterte Ausstattung
- Simson S 83 E – Off-road-Variante, einfache Ausstattung
- Simson S 83 OR – Off-road-Variante, erweiterte Ausstattung
- Simson S 83 alpha B/C – modifizierte Straßenvariante
- Simson S 83 beta – modifizierte Off-road-Variante

Ab 1994 gab es modernisierte Typen des S 83 B, C, E, OR. Sie verfügten nun über eine breitere Lampenmaske. Außerdem wurde das Rücklicht von einem weiteren Verkleidungsteil, welches über die Federbeine hinweg zum Rücklicht führt, umschlossen. Das Leichtkraftrad verfügt über 69,9 cm³ Hubraum, welche 4,1 kW (5,6 PS) und eine Geschwindigkeit von 75 km/h zulassen.